# Test Z
En statistique, un test Z est un terme générique désignant tout test statistique dans lequel la statistique de test suit une loi normale sous l'hypothèse nulle.

## Exemple: test sur lamoyenned'uneloi normaleoù lavarianceest connue
On considère un n-échantillon {\displaystyle X_{1},\dots ,X_{n}}avec {\displaystyle X_{i}\sim {\mathcal {N}}(m,\sigma ^{2})} et un risque {\displaystyle \alpha }.
- Si l'on teste {\displaystyle H_{0}:m=m_{0}}

La statistique de test sous l'hypothèse nulle est :
{\displaystyle Z={\sqrt {n}}{\frac {{\bar {X}}_{n}-m_{0}}{\sigma }}} qui suit une loi normale {\displaystyle {\mathcal {N}}(0,1)}
Si {\displaystyle |z|} , la réalisation de la statistique de test, est supérieur au quantile d'ordre {\displaystyle 1-{\frac {\alpha }{2}}} de la loi {\displaystyle {\mathcal {N}}(0,1)} alors on rejette l'hypothèse nulle.
- Si l'on teste {\displaystyle H_{0}:m\leqslant m_{0}}

Si {\displaystyle z} est supérieur au quantile d'ordre {\displaystyle 1-\alpha } de la loi {\displaystyle {\mathcal {N}}(0,1)} alors on rejette l'hypothèse nulle.
- Si l'on teste {\displaystyle H_{0}:m\geqslant m_{0}}

Si {\displaystyle z} est inférieur au quantile d'ordre {\displaystyle \alpha } de la loi {\displaystyle {\mathcal {N}}(0,1)} alors on rejette l'hypothèse nulle.
Remarque : si l'on note {\displaystyle \upsilon _{\alpha }} le quantile d'ordre {\displaystyle \alpha } de la loi  {\displaystyle {\mathcal {N}}(0,1)}, alors on a l'égalité {\displaystyle \upsilon _{\alpha }=-\upsilon _{1-\alpha }}

## Exemple: test sur la proportion d'uneloi binomiale
On considère un n-échantillon {\displaystyle X_{1},\dots ,X_{n}} avec {\displaystyle X_{i}\sim {\mathcal {B}}(p)}
- Si l'on teste {\displaystyle H_{0}:p=p_{0}}

La statistique de test sous l'hypothèse nulle est :
{\displaystyle Z={\sqrt {n}}{\frac {{\bar {X}}_{n}-p_{0}}{\sqrt {p_{0}(1-p_{0})}}}}converge en loi vers une loi normale {\displaystyle {\mathcal {N}}(0,1)} quand n tend vers l'infini.
Si {\displaystyle |z|} , la réalisation de la statistique de test, est supérieur au quantile d'ordre {\displaystyle 1-{\frac {\alpha }{2}}} de la loi {\displaystyle {\mathcal {N}}(0,1)} alors on rejette l'hypothèse nulle.
- Si l'on teste {\displaystyle H_{0}:p\leqslant p_{0}}

Si {\displaystyle z} est supérieur au quantile d'ordre {\displaystyle 1-\alpha } de la loi {\displaystyle {\mathcal {N}}(0,1)} alors on rejette l'hypothèse nulle.
- Si l'on teste {\displaystyle H_{0}:p\geqslant p_{0}}

Si {\displaystyle z} est inférieur au quantile d'ordre {\displaystyle \alpha } de la loi {\displaystyle {\mathcal {N}}(0,1)} alors on rejette l'hypothèse nulle.
Remarque : si l'on note {\displaystyle \upsilon _{\alpha }} le quantile d'ordre {\displaystyle \alpha } de la loi {\displaystyle {\mathcal {N}}(0,1)}, alors on a l'égalité {\displaystyle \upsilon _{\alpha }=-\upsilon _{1-\alpha }}